# ボビー・ハッチャーソン
ボビー・ハッチャーソン（Bobby Hutcherson、1941年1月27日 - 2016年8月15日）は、アメリカ合衆国カリフォルニア州出身のジャズ・ヴィブラフォン奏者。

## 略歴
ロサンゼルス生まれのボビー・ハッチャーソンはピアノから音楽に入った。ミルト・ジャクソンやマイルス・デイヴィス、セロニアス・モンク等を聴きジャズに興味を持つようになる。友人のベーシストからの「ヴィブラフォンを買ってバンドに入らないか?」という誘いがきっかけとなってこの道に入る。後にデイヴ・パイクにヴィブラフォンの手ほどきを受ける。
1961年にニューヨークへ進出し頭角を現すようになり、1963年にはジャッキー・マクリーンの『ワン・ステップ・ビヨンド』に参加した。続く1964年にエリック・ドルフィーの『アウト・トゥ・ランチ』、アンドリュー・ヒルの『ジャッジメント』への参加で一躍注目を集める。1965年、初リーダー作『ダイアローグ』をブルーノートからリリースした。以降、新主流派のヴィブラフォン奏者として数多くの作品を同レーベルに残した（特に1967年発売の『ハプニングス』はハービー・ハンコックの参加もあり、人気がある作品）。また、この頃からヴィブラフォンに加えてマリンバを使ったスピード感にあふれた演奏を披露している。
1970年代に入って新主流派ジャズが下火になるとラテン、R&B、ファンク等のフュージョン的な作品が連なるが、ヒットには至らなかった。1980年代以降はストレート・アヘッドなジャズに戻り、風格のある演奏で再び多くのジャズ・ファンから注目された。
1960年代から1970年代にかけての演奏はモーダルで鋭いアプローチ（リズムも含む）が人気で、背景にはエリック・ドルフィーやジョン・コルトレーンの影響があった。晩年はオーソドックスでモダンな演奏で人気を獲得していた。

## ディスコグラフィ

### リーダー・アルバム
- 『ダイアローグ』 - Dialogue (1965年、Blue Note)
- 『コンポーネンツ』 - Components (1966年、Blue Note)
- 『ハプニングス』 - Happenings (1967年、Blue Note)
- 『スティック・アップ!』 - Stick-Up! (1968年、Blue Note) ※1966年録音
- 『トータル・エクリプス』 - Total Eclipse (1969年、Blue Note)
- 『ナウ!』 - Now! (1970年、Blue Note)
- 『サンフランシスコ』 - San Francisco (1971年、Blue Note) ※フィーチャリング・ハロルド・ランド
- 『ヘッド・オン』 - Head On (1971年、Blue Note) ※2008年に未発表曲を収録して再発
- 『ナチュラル・イリュージョンズ』 - Natural Illusions (1972年、Blue Note)
- 『ボビー・ハッチャーソン・ライヴ・アット・モントルー』 - Bobby Hutcherson Live at Montreux (1974年、Blue Note) ※ライブ
- 『シーラス』 -  Cirrus (1974年、Blue Note)
- 『リンガー・レイン』 - Linger Lane (1975年、Blue Note)
- 『モンタラ』 - Montara (1975年、Blue Note)
- 『ウェイティング』 - Waiting (1976年、Blue Note)
- 『ザ・ヴュー・フロム・ザ・インサイド』 - The View from the Inside (1976年、Blue Note)
- 『ナックルビーン』 - Knucklebean (1977年、Blue Note)
- 『ハイウェイ・ワン』 - Highway One (1978年、Columbia)
- 『コンセプション』 - Conception: The Gift of Love (1979年、Columbia)
- 『オブリーク』 - Oblique (1979年、Blue Note) ※日本限定。1967年録音
- 『スパイラル』 - Spiral (1979年、Blue Note) ※LTシリーズ (1965年-1968年録音)
- 『インナー・グロウ』 - Inner Glow (1980年、Blue Note) ※日本限定。1975年録音
- 『メディナ』 - Medina (1980年、Blue Note) ※LTシリーズ (1969年録音)
- 『パターンズ』 - Patterns (1980年、Blue Note) ※LTシリーズ (1968年録音)
- 『ウン・ポコ・ロコ』 - Un Poco Loco (1980年、Columbia)
- 『ソロ/クワルテット』 - Solo / Quartet (1982年、Contemporary) ※1981年-1982年録音
- 『ナイス・グルーヴ』 - Nice Groove (1984年、Baystate) ※日本限定。ボビー・ハッチャーソン&ザ・スーパー・フォー名義
- 『グッド・ベイト』 - Good Bait (1985年、Landmark)
- 『フォー・シーズンズ』 - Four Seasons (1985年、Timeless) ※with ジョージ・ケイブルス
- 『カラー・スキーム』 - Color Schemes (1986年、Landmark) ※with マルグリュー・ミラー
- 『ボビー・ハッチャーソン・ライブ』 - In the Vanguard (1987年、Landmark) ※ライブ
- 『クルージン・ザ・バード』 - Cruisin' the 'Bird (1988年、Landmark)
- 『フェアウェル・キーストーン』 - Farewell Keystone (1988年、Theresa) ※1982年ライブ
- 『アンボス・ムンドス』 - Ambos Mundos (1989年、Landmark)
- Blow Up (1990年、Jazz Music Yesterday) ※1969年ライブ with ハロルド・ランド
- 『ボビー・ハッチャーソン・ミーツ・トミー・フラナガン』 - Mirage (1991年、Landmark)
- 『マンハッタン・ムーズ』 - Manhattan Moods (1994年、Blue Note) ※with マッコイ・タイナー
- Acoustic Masters II (1994年、Atlantic) ※with クレイグ・ハンディ
- 『ザ・キッカー』 - The Kicker (1999年、Blue Note) ※1963年録音
- Little B's Poem (1999年、Live at E.J.'s) ※1980年ライブ
- 『スカイライン』 - Skyline (1999年、Verve)
- 『ランド・オブ・ジャイアンツ』 - Land Of Giants (2003年、Telarc) ※ライブ with マッコイ・タイナー
- With A Song in My Heart (2006年、A Jazz Hour With) ※1980年録音
- For Sentimental Reasons (2007年、Kind of Blue)
- Wise One (2009年、Kind of Blue) ※ジョン・コルトレーン・トリビュート
- Somewhere in the Night (2012年、Kind of Blue) ※2009年ライブ
- 『エンジョイ・ザ・ビュー』 - Enjoy the View (2014年、Blue Note)

### コンピレーション・アルバム
- Silver Rondo (1975年、UpFront)
- Procession (1976年、UpFront)
- The Best of Bobby Hutcherson (1981年、Columbia)
- Landmarks: A Compilation (1984–1986) (1991年、Landmark)
- The Best of the Blue Note Years (2001年、Blue Note)
- 『エッセンシャル・ブルー - クラシック・オブ・ボビー・ハッチャーソン - コンピレーション BY 小川充』 - Essential Blue -The Classic Of Bobby Hutcherson- (2007年、Blue Note)